# Gianni Infantino
Gianni Infantino (Brig, 23 maart 1970) is een Zwitserse-Italiaanse bestuurder, zakenman en advocaat. Sinds 26 februari 2016 is hij de voorzitter van de wereldvoetbalbond FIFA. Op 10 januari 2020 werd hij gekozen als lid van het IOC.

## Levensloop
In het verleden was Infantino onder meer werkzaam als adviseur van de Primera División.
Tussen 2009 en 2016 was Infantino werkzaam als secretaris-generaal bij de UEFA. Daarvoor bekleedde hij diverse andere functies binnen de Europese voetbalbond. Hij verzorgde in zijn rol als secretaris-generaal onder meer de lotingen voor diverse kampioenschappen georganiseerd door de UEFA, zoals de Champions League en Europa League.

## Trivia
- Infantino is meertalig. Zo spreekt hij Italiaans, Spaans, Frans, Duits, Engels, Portugees en Arabisch.

Robert Guérin (1904–1906) · 
Daniel Burley Woolfall (1906–1918) · 
Jules Rimet (1921–1954) · 
Rodolphe William Seeldrayers (1954–1955) · 
Arthur Drewry (1955–1961) · 
Sir Stanley Rous (1961–1974) · 
João Havelange (1974–1998) · 
Sepp Blatter (1998–2015) · 
Issa Hayatou (2015–2016) · 
Gianni Infantino (2016–heden)